# Masi (Italia)
Masi (Maxi in veneto) è un comune italiano di 1 778 abitanti della provincia di Padova in Veneto, situato a sud-ovest del capoluogo. 

## Geografia
Il paese si trova a Nord del fiume Adige, che segna il confine con la provincia di Padova con quella di Rovigo.  

### Clima
Di tipo continentale tipico della pianura Padana con estati afose e calde ed inverni piuttosto freddi.
| Masi ARPAV (1991-2020) | Mesi | Mesi | Mesi | Mesi | Mesi | Mesi | Mesi | Mesi | Mesi | Mesi | Mesi | Mesi | Stagioni | Stagioni | Stagioni | Stagioni | Anno |
| Masi ARPAV (1991-2020) | Gen  | Feb  | Mar  | Apr  | Mag  | Giu  | Lug  | Ago  | Set  | Ott  | Nov  | Dic  | Inv      | Pri      | Est      | Aut      | Anno |
| ---------------------- | ---- | ---- | ---- | ---- | ---- | ---- | ---- | ---- | ---- | ---- | ---- | ---- | -------- | -------- | -------- | -------- | ---- |
| T. max. media (°C)     | 6,6  | 10,0 | 15,0 | 19,5 | 24,4 | 28,8 | 31,1 | 31,0 | 25,8 | 19,5 | 12,4 | 7,0  | 7,9      | 19,6     | 30,3     | 19,2     | 19,3 |
| T. media (°C)          | 3,1  | 5,2  | 9,2  | 13,3 | 18,0 | 22,0 | 24,0 | 23,7 | 19,1 | 14,1 | 8,6  | 3,8  | 4,0      | 13,5     | 23,2     | 13,9     | 13,7 |
| T. min. media (°C)     | −0,4 | 0,4  | 3,2  | 7,2  | 11,6 | 15,3 | 16,9 | 16,5 | 12,3 | 8,7  | 4,8  | 0,4  | 0,1      | 7,3      | 16,2     | 8,6      | 8,1  |

## Storia
Il toponimo Masi deriva da manso (un'unità di misura agricola medievale), secondo Andrea Gloria il nome originale di Masi era villa Mansorum, appellativo che indicherebbe appunto uno spazio di terra coltivata ampio tra i 10 e i 30 campi patavini, con una casa colonica (ragion per cui si può ritenere che il toponimo possa essersi evoluto da Mansi alla forma attuale). Il nucleo primitivo del paese dovrebbe risalire al 1359, anno di costruzione della Chiesa di San Bartolomeo, primo luogo di culto comodo per i barcaioli e gli abitanti della zona. 
Nel 1405, insieme a tutto il territorio padovano, Masi divenne parte dei dominii della Repubblica Veneta. 
Nel 1601, il vescovo Marco Corner fece ricostruire l'antica chiesa nello medesimo luogo, conservando il presbiterio, nello stesso secolo, con il rafforzamento dell'agricoltura sul territorio, la popolazione aumentò notevolmente.
Il personaggio più importante a cui Masi ha dato i natali è sicuramente l'Abate Francesco Boaretti (1748-1799), filosofo, polemista controrivoluzionario, studioso di geometria e traduttore. Boaretti è ricordato soprattutto per la sua versione dell'Iliade in "veneto medio", ossia non tradotta specificamente in padovano, in veneziano o in un'altra parlata veneta, bensì in una lingua veneta "mediana", comprensibile in tutte le città della Serenissima. Il testo fu pubblicato col titolo Omero in Lombardia e ottenne un clamoroso successo anche fuori dai confini veneti.    
Secondo il Gloria, nel 1862, Masi aveva 2110 abitanti, cifra che configurava l'abitato come un "grosso villaggio".

## Monumenti e luoghi d'interesse

Chiesa

### Chiesa parrocchiale
La primitiva chiesa di Masi fu costruita nel 1359. Questo edificio fu riedificato varie volte. L'attuale luogo di culto parrocchiale, dedicata a San Bartolomeo Apostolo, venne edificata in stile neoromanico intorno alla metà del XX secolo.

## Società

### Evoluzione demografica
Abitanti censiti

## Amministrazione
Nel 1993 viene introdotta l'elezione diretta del sindaco da parte dei cittadini, secondo quanto riportato nella legge n. 81 del 25 marzo dello stesso anno. Di seguito vengono riportati i sindaci di Masi dal 1995 ad oggi.
| Sindaco              | Partito                         | Periodo        | Elezione |
| -------------------- | ------------------------------- | -------------- | -------- |
| Claudio Salandin     | Lista civica                    | 1995-1999      | 1995     |
| Marilena Cappellozza | Lista civica                    | 1999-2004      | 1999     |
| Laura De Marchi      | Lista civica di centro-sinistra | 2004-2009      | 2004     |
| Laura De Marchi      | Lista civica                    | 2009-2014      | 2009     |
| Cosimo Galassini     | Lista civica "Attivamente Masi" | 2014-2019      | 2014     |
| Cosimo Galassini     | Lista civica "Attivamente Masi" | 2019-2024      | 2019     |
| Cosimo Galassini     | Lista civica "Attivamente Masi" | 2024-in carica | 2024     |